# I pozostanie tajemnicą
I pozostanie tajemnicą – trzeci singel z albumu Nienasycenie Anny Marii Jopek. Piosenka tytułowa została napisana w formie swoistego protest-songu przeciw interesowaniu się przez media prywatnym życiem artystów i znanych ludzi.

## Lista utworów
1. I pozostanie tajemnicą
2. Zapomnę
3. Dłoń zanurzasz we śnie (live)
4. Upojenie (live)
5. Jeszcze raz?
6. Nie pożałuje pan (duet)